# Dreaming Walls
Dreaming Walls ist ein belgisch-französisch-US-amerikanisch-niederländisch-schwedischer Dokumentarfilm unter der Regie von Maya Duverdier und Amélie van Elmbt aus dem Jahr 2022. Der Film feierte am 12. Februar 2022 auf der Berlinale in der Sektion Panorama Weltpremiere.

## Inhalt
Das legendäre Chelsea Hotel, eine Ikone der Gegenkultur der 1960er Jahre, ist mit Namen wie Patti Smith, Janis Joplin, Sid Vicious und den Stars aus Andy Warhols Factory untrennbar verknüpft. Der Abschluss einer achtjährigen Sanierung, die ein Luxushotel entstehen lässt, steht bevor. 51 Künstler in fortgeschrittenem Alter leben trotz der Renovierungsarbeiten noch dort und sehnen das Ende teils herbei, teils erwarten sie es mit Sorge. Während einige sich in ihren Wohnungen verkriechen, protestieren andere gegen die Hotelverwaltung. Der Film lässt das Publikum in die Räume schauen und verbindet Vergangenheit und Gegenwart, immer auf der Suche nach dem Einzigartigen, das den Mythos des Hotels schuf und weiterträgt. Der Wandel, der die Bewohner kapitalistischen Interessen unterordnet, wird in Frage gestellt. Gesetze stehen gegen Menschen und ihre Träume. Der Film verwendet zum Teil Dokumentarmaterial aus Filmen, die heute als Zeitdokumente angesehen werden, z. B. ist eine Passage aus Rosa von Praunheims Dokumentarfilm Tally Brown, New York (1979) eingefügt.

## Hintergrund
Regie führten Maya Duverdier und Amélie van Elmbt, von denen auch das Drehbuch stammt. Die Kameraführung lag in den Händen von Joachim Philippe und Virginie Surdej und für den Schnitt sorgten Alain Dessauvage und Julie Naas. Die Musik komponierte Michael Andrews. Produziert wurde der Film von Clin d'oeil Films. An der Koproduktion waren Belgien mit 59,14 Prozent, Frankreich mit 20,85 %, Schweden mit 10,01 % und die Niederlande mit 10,0 % beteiligt. Koproduzenten waren Les Films de l'oeil sauvage, Basalt Film, Momento Film, Hard Working Movies und Media International.                               Für den Vertrieb ist Dogwoof Sales zuständig.
Gefördert wurde der Film vom Flanders Audiovisual Fund (VAF), Centre du Cinéma et de l’Audiovisuel de la Fédération Wallonie-Bruxelles, Centre de l’Audiovisuel à Bruxelles, Canvas, RTBF, Creative Europe MEDIA, Eurimages, Netherlands Film Fund, Swedish Film Institute, SVT, dem Département Charente-Maritime, der Region Nouvelle-Aquitaine und der Region Sud sowie CNC und SACEM.
Der Film feierte am 12. Februar 2022 auf der Berlinale in der Sektion Panorama seine Weltpremiere.

## Auszeichnungen und Nominierungen
- 2022: Internationale Filmfestspiele Berlin
  - Nominierung für den Berlinale Dokumentarfilmpreis[7]
  - Nominierung für den Teddy Award in der Kategorie Dok-Essay Film[8]